# Phân tích nhiệt
Phân tích nhiệt được hiểu là tổ hợp phương pháp đo các đại lượng: Nhiệt độ(T), Khối lượng(m), Thể tích khí thoát ra(V), Độ giãn nở dài(D), Nhiệt lượng(Q) của mẫu nghiên cứu là chất rắn trong lò nhiệt hình trụ.

## Phép đo nhiệt độ

### Điều kiện thí nghiệm
- Mẫu nghiên cứu nghiền dưới dạng bột, đựng trong chén sứ dạng parabon.
- Chế độ nung nóng liên tục, tốc đô đều(oC/min) từ nhiệt độ phòng tới nhiệt độ nghiên cứu.
- Lò nhiệt dạng hình trụ.
- Dụng cụ đo nhiệt độ là cặp pin nhiệt điện(Thermocouple)

### Đường cong nhiệt độ
Trên nhiệt đồ (thermogram), đường cong nhiệt độ(T)có dạng là một đường thẳng, được biểu thị bằng công thức sau:
Tm = To + bt (1)
Ở đây 
Tm: Nhiệt độ của mẫu trong suốt thời gian nung nóng.
To: Nhiệt độ của mẫu trước khi nung nóng(bằng nhiệt độ phòng).
b: Tốc độ nung nóng(oC/min)
t: Thời gian nung nóng(min).

### Phương trình vi phân truyền nhiệt
Công thức(1) chính là nghiệm rút gọn của phương trình vi phân truyền nhiệt có dạng sau đây:
dTm/dt = a(d2Tm/dx2+d2Tm/dy2+d2Tm/dz2)
Ở đây 
Tm: Nhiệt độ của mẫu trong lò điện tại thời điểm t
t: Thời gian nung nóng.
a: Hệ số truyền nhiệt độ.
x,y,z: Toạ độ không gian.
Trường hợp khi nung nóng tới nhiệt độ nào đó, trong mẫu nghiên cứu xảy ra qua trình thu hay toả nhiệt(ví dụ: quá trình biến đổi đa hình 2 chiều của sio2. Phương trình (2) được viết bổ sung vào bên vế phải một lượng nhiệt là +q(x,y,z,T) hoặc -q(x,y,z,T)

### Kết luận
Đường cong nhiệt độ(T) trên nhiệt đồ cho biết nhiệt độ thực của mẫu nghiên cứu tai thời điểm t trong suốt quá trình nung nóng mẫu.

### Một số yếu tố ảnh hưởng đến phép đo nhiệt độ
- Xác định chính xác nhiệt độ mẫu nghiên cứu khi nung nóng trong lò điện hình trụ có tầm quan trọng đặc biệt trong nghiên cứu và sản xuất vật liệu.
- Thực tế cho thấy: cùng một loại mẫu nghiên cứu, được thử nghiệm trên cùng một thiết bị thí nghiệm, nhưng lại ghi được nhiệt độ khác nhau.
- Nguyên nhân là do chưa quan tâm đầy đủ đến các yếu tố ảnh hưởng đến phép đo nhiệt độ trong quá trình thử nghiệm dưới đây:

Hệ số dẫn nhiệt và nhiệt dung riêng của mẫu. Các ion tạp chất và độ tinh khiết của mẫu. Kích thước hạt được nghiền dưới dạng bột. Hình dạng chén và độ nén chặt của mẫu trong chén. Tốc độ nung nóng và áp suất trong không gian hữu ích của lò điện. Vị trí đặt đầu đo nhiệt độ và độ nhạy của cặp pin nhiệt điện.